# Marjariásana
Marjariásana je jednou z rotačních ásan. 

## Etymologie
Sanskritské slovo marjaria znamení kočka a asana (आसन) pozice/posed.

### Postup
1. Z vadžrásany se s nádechem tělo přesune do vysokého kleku a předpaží se ruce. Dlaně směřují dolu.
2. S výdechem přejde tělo do vzporu klečmo. Paže a stehna svírají s podložkou pravý úhel. Hlav se skloní k hrudi a záda se vyhrbí.
3. S nádechem záda se prohnou na druhou stranu a hlava se zvedne do záklonu, přičemž pohyb vychází od kostrče.
4. S dalším výdechem se opět vyhrbí záda.

Pro větší rotaci páteře se vyjde z pozice kočky a nadzvednou se chodidla od země a vytočí doprava. Trup a hlavu se vytočí také doprava a pohled směřuje na chodidla. Opakování na druhou stranu.